# The Monster Ball Tour
The Monster Ball Tour fu il secondo tour della cantautrice statunitense Lady Gaga, a supporto del suo terzo EP The Fame Monster (2009).
Il tour iniziò quattro giorni dopo l'uscita di The Fame Monster, avvenuta il 27 novembre 2009, e terminò a maggio 2011, diventando il più lungo mai intrapreso dall'artista. Sarebbe dovuto inizialmente essere un tour congiunto con il cantante Kanye West, chiamato Fame Kills Tour, ma il progetto fu accantonato e Lady Gaga lo iniziò da sola. Alla fine del 2009, la sinossi dello show ed i costumi furono cambiati, a causa della paura dell'artista che il tour fosse stato creato troppo frettolosamente. I critici hanno lodato le abilità canore di Lady Gaga e il suo senso di stile e moda. Sono stati anche sorpresi dalla teatralità dello spettacolo, paragonando il tour a quelli di artisti come Madonna. The Monster Ball Tour è stato un grande successo commerciale, con molti show sold-out, tanto che la domanda di biglietti ha costretto gli organizzatori ad aggiungere ulteriori date all'itinerario. Con un incasso di circa 227 milioni di dollari in 203 date, e circa 2.5 milioni di spettatori, è diventato il tour con il maggiore incasso nella storia di un'artista emergente.
La HBO ha anche ripreso uno speciale della data al Madison Square Garden nel febbraio del 2011, mostrando l'intero concerto e il backstage. Lo speciale, intitolato Lady Gaga Presents The Monster Ball Tour: At Madison Square Garden, è andato in onda il 7 maggio del 2011 ed è stato pubblicato in DVD e Blu-Ray il 21 novembre 2011.

## Antefatti
Inizialmente, il cantante hip hop Kanye West e Lady Gaga avevano in programma di lanciare un tour congiunto nel mese di ottobre 2009, conosciuto come Fame Kills: Starring Lady Gaga and Kanye West. Durante gli MTV Video Music Awards del 2009 West dichiarò pubblicamente che avrebbe preso una pausa nel mondo della musica a causa della reazione del pubblico e dei media verso il suo sfogo durante il discorso di ringraziamento di Taylor Swift, vincitrice del "Miglior video femminile". Nonostante ciò, l'elenco completo delle date del Fame Kills furono pubblicate: la prima tappa del tour era prevista per il 10 novembre 2009, a Phoenix. Poco dopo, il tour fu ufficialmente cancellato senza alcuna spiegazione. Gaga affrontò la situazione al pranzo di Billboard Women in Music, dove raccontò che le divergenze creative furono la ragione della cancellazione del tour. In un'intervista dichiarò: «Kanye sta per prendersi una pausa, ma la buona notizia è: io no.»
Dopo aver assicurato al pubblico che avrebbe intrapreso un suo tour, Gaga annunciò ufficialmente il Monster Ball Tour il 15 ottobre 2009. Secondo l'idea originale dello staff della cantante, il tour sarebbe dovuto partire da Londra nei primi mesi del 2010, ma venne anticipato al 27 novembre 2009, e la prima tappa venne spostata a Montréal. Subito dopo, il rapper Kid Cudi e il cantante Jason Derulo furono confermati come artisti di apertura per il tour.

### Locandina
Il manifesto ufficiale per il tour mostra Gaga con degli occhiali da sole 676 Versace e con indosso un giroscopio, chiamato The Orbit, indossato per la prima volta il 3 ottobre 2009, nella puntata del Saturday Night Live. Il giroscopio è stato progettato da Nasir Mazhar, in collaborazione con la Haus of Gaga, un team di esperti della moda che crea la maggior parte dei vestiti di Gaga.
La Virgin Mobile USA fu lo sponsor delle tappe della leg americana. Questa società introdusse il "Free I.P.", un programma che offrì biglietti gratuiti per i fans che supportavano volontariamente il loro tempo alle organizzazioni per i giovani senzatetto.

## Sviluppo

### Concetto originale
In un'intervista a Rolling Stone prima dell'inizio della tournée, Gaga spiegò che voleva mettere insieme uno spettacolo bellissimo che sarebbe stato a un prezzo accessibile per i suoi fan. Affermò anche che il tour sarebbe stata "un'opera elettropop" perché lo show si sarebbe svolto come un'opera teatrale. Gaga decise di cambiare la forma del palco rispetto al progetto realizzato con West, e ne progettò uno con la Haus Of Gaga; al nuovo palco venne aggiunto un inserto triangolare, ispirato ad un diamante. Le dimensioni dell'inserto furono progettate affinché si adattasse ad ogni palco: «Quindi, non importa dove io vado, i miei fans avranno la stessa esperienza. Spesso si va nei teatri e non c'è luce ambientale dall'alto che proviene da tutte le direzioni, e il pubblico è in punti diversi e il palco è in diverse forme, lunghezze, larghezze e profondità, quindi questo è un modo per me di controllare tutte le luci e tutti i diversi elementi dello spettacolo», ha aggiunto la cantante.
Lo spettacolo girava intorno al tema della crescita personale che avviene nel momento in cui una persona affronta le proprie paure. Gaga spiegò a Rolling Stone che secondo lei si nasce con "i propri mostri, paure", facendo un parallelismo con il peccato originale della cultura cristiana, e di come durante la propria crescita si arrivi ad un punto in cui si devono affrontare i demoni dentro di noi. Aggiunse inoltre che, durante la progettazione del tour, si è ritrovata a discutere con i suoi collaboratori dell'evoluzione dell'umanità e di come ogni individuo nasca in un modo ed è destinato a diventare qualcos'altro. Questo tema di mostri e di evoluzione ebbe un ruolo importante nel campo della moda del tour, che secondo Gaga fu "un altro livello rispetto al punto in cui eravamo con il Fame Ball Tour. [...] E sarà una vera esperienza artistica che sta per assumere la forma del più grande house party post-apocalittico a cui tu sia mai stato." Sebbene Gaga dichiarò di essere stata ispirata dalle cose che lei e West avevano fatto con il Fame Kills Tour, concluse l'intervista dicendo che non volle utilizzare nessuna delle cose che avevano progettato insieme. In seguito, affermò che il Fame Kills fu "il grande tour perduto" e confermò che alcuni degli elementi di esso furono incorporati nel Monster Ball Tour.

### Concetto rivisitato
Nel dicembre del 2009, Lady Gaga rivelò che aveva intenzione di annullare il concetto degli spettacoli originali del Monster Ball per ricominciare tutto da capo. Sentì che il rinnovamento dello spettacolo sarebbe stato necessario in quanto il tour originale fu costruito in un arco di tempo troppo breve. Gaga ricordò anche che dopo la separazione tra lei e West per il loro tour, lei non era sicura di riuscire a mettere in piedi uno spettacolo in tempo, ma nonostante tutto volle promuovere l'EP The Fame Monster. Quindi riuscì a mettere assieme "qualcosa che, in realtà, non avrei mai fatto se avessi avuto una quantità di tempo più lungo". Il rinnovamento del tour fu pianificato a partire dagli spettacoli del Regno Unito del febbraio 2010. Gaga spiegò: «Il palco è quattro volte le dimensioni di quello di adesso e concettualmente, è completamente diverso. Una cosa che è stata persa negli ultimi 10-15 anni, nella musica pop, è l'idea di spettacolo. E questo la riporterà indietro definitivamente». Le sue ispirazioni principali alla base dello show furono i film come Il Mago di Oz, West Side Story, il film di fantascienza Metropolis e la mini-serie televisiva Angels in America.
Durante un'intervista con la stazione radio di Londra, 95.8 Capital FM, Gaga approfondì ulteriormente i cambiamenti dello spettacolo. Disse che lo show fu progettato come un musical, e che avrebbe incorporato dei brani musicali contemporanei e vecchi, alcuni dei quali erano stati registrati di nuovo appositamente per lo spettacolo. Gaga aggiunse anche che aveva fatto costruire una nuova tastiera per lo spettacolo, chiamata "Emma". Lo strumento era stato realizzato dalla Haus Of Gaga e la cantante l'ha presentata in questo modo: «Abbiamo questo nuovo strumento che ho portato agli inglesi stasera, "Emma" è quello che stiamo suonando sul palco. È un ibrido di tutti questi altri strumenti».
Durante un'intervista alla KISS-FM con Ryan Seacrest, Gaga spiegò che il tour si sarebbe chiamato ancora Monster Ball, ma che con i cambiamenti era diventato più un musical che un concerto. Disse che il tema principale del tour era New York, e il concerto avrebbe narrato una storia: Gaga e i suoi amici più fedeli partono per il Monster Ball Tour, ma improvvisamente si perdono e cercano di arrivare comunque allo spettacolo.

## Sinossi

### Pre-rivisitazioni (novembre 2009 - gennaio 2010)
Ogni tappa del tour originale iniziava dietro a un enorme schermo verde dove venivano proiettate luci e laser verdi. All'improvviso, Gaga entrava con una futuristica tuta argentata e ingioiellata. Entrata in scena, iniziava a cantare Dance in the Dark, con attorno a sé diversi ballerini. Successivamente, Gaga fuoriusciva dall'interno di un cubo bianco posto su una piattaforma, con indosso una tastiera portatile ingioiellata d'argento, cantando Just Dance.
Prima dell'esibizione successiva, veniva mostrato un breve video di intermezzo. Alla fine del filmato, Lady Gaga ritornava sul palco con un costume alienoide bianco ed eseguiva LoveGame. Finito il brano, sugli schermi apparivano delle fiamme. Dopo essersi spogliata per indossare un body argentato, eseguiva Alejandro, durante la quale simulava un atto sessuale con due ballerini.
L'atto successivo era anticipato da un video di intermezzo con cani ringhianti e corvi che covavano. L'esibizione di Monster, il brano successivo, iniziava con Gaga che compariva con una giacca nera di piume ed eseguiva passi di danza simili a quelli di Michael Jackson. Dopo questo brano, seguivano in scaletta So Happy I Could Die e Teeth. Dopo queste tracce tratte da The Fame Monster, si toglieva il vestito indossato in Monster. Gaga poi iniziava a eseguire Speechless al pianoforte, e continuava successivamente con una versione acustica di Poker Face. Finito il brano, Gaga si esibiva con Fashion e The Fame, durante le quali indossava una corona dorata in stile egiziano ed un body abbinato, simile all'abbigliamento di un vichingo.

Lady Gaga canta Fashion, show non rivisitato

In seguito cantava Money Honey e un remix di Beautiful, Dirty, Rich. Dopo questa canzone, Gaga tornava sul palco seminuda con un vestito nero o un bikini rosso vernice per eseguire Boys Boys Boys sostenuta dai suoi ballerini. Durante Poker Face indossava un abito ispirato al bondage in pelle nera con delle pistole appese e un cappello fatto di museruole. In seguito eseguiva Paper Gangsta seduta sopra una sedia da dentista.
Dopo queste tracce tratte da The Fame, seguiva un altro video di intermezzo che mostrava Gaga con un look gotico in pose artistiche.
Dopo questo, la cantante ritornava sul palco indossando delle extensions intrecciate attorno ad anelli attaccati ad una barra e cantava Paparazzi. La performance si concludeva con la messa in scena della morte di Gaga.
Dopo la sua morte, Gaga cantava Eh, Eh (Nothing Else I Can Say) mentre discendeva dall'alto - significando la sua rinascita - in mezzo a luci bianche e a una finta nebbia.
La cantante, durante questa e la successiva canzone, indossava un giroscopio gigante intorno a lei, analogo al The Orbit progettato dalla Haus Of Gaga. L'ultima canzone dello spettacolo era Bad Romance. Durante questa canzone, l'artista indossava un abito bianco ispirato agli anni ottanta con spalle esageratamente alte e pantaloni a vita alta. Lo show terminava con un video di Gaga mentre si faceva tatuare un cuore sulla spalla con la parola "Dad" al centro.

### Post-rivisitazioni (febbraio 2010 - 2011)
Dopo le revisioni, lo spettacolo fu diviso in quattro atti: Città, Metropolitana, Foresta, Monster Ball
Lo show inizia con un video proiettato su una tenda mentre suona un remix di Dance in the Dark. Dopo il countdown sullo schermo, appare Gaga illuminata da luce viola, e cantava Dance in the Dark. Una volta che la tenda si solleva, viene rivelato il resto del palco, con la scenografia ispirata al paesaggio urbano di New York.
Dopo la prima canzone, un ballerino e le coriste fanno un breve discorso, dicendo che sono pronti per intraprendere il Monster Ball Tour . A questo punto, Lady Gaga scende dalla scala antincendio dove si trovava prima, ed esegue una breve versione di Glitter & Grease, con indosso un body viola, degli stivali neri e una giacca con disegnata una croce sul retro. Successivamente la cantante apre il cofano di una Rolls Royce verde, e dal cofano del veicolo viene rivelata una tastiiera, per poi eseguire Just Dance. Successivamente Gaga esegue Beautiful, Dirty, Rich, arrampicandosi su un'impalcatura luminosa, seguita da Vanity e The Fame, quest'ultima eseguita mentre indossa un grande mantello rosso e suona la keytar.

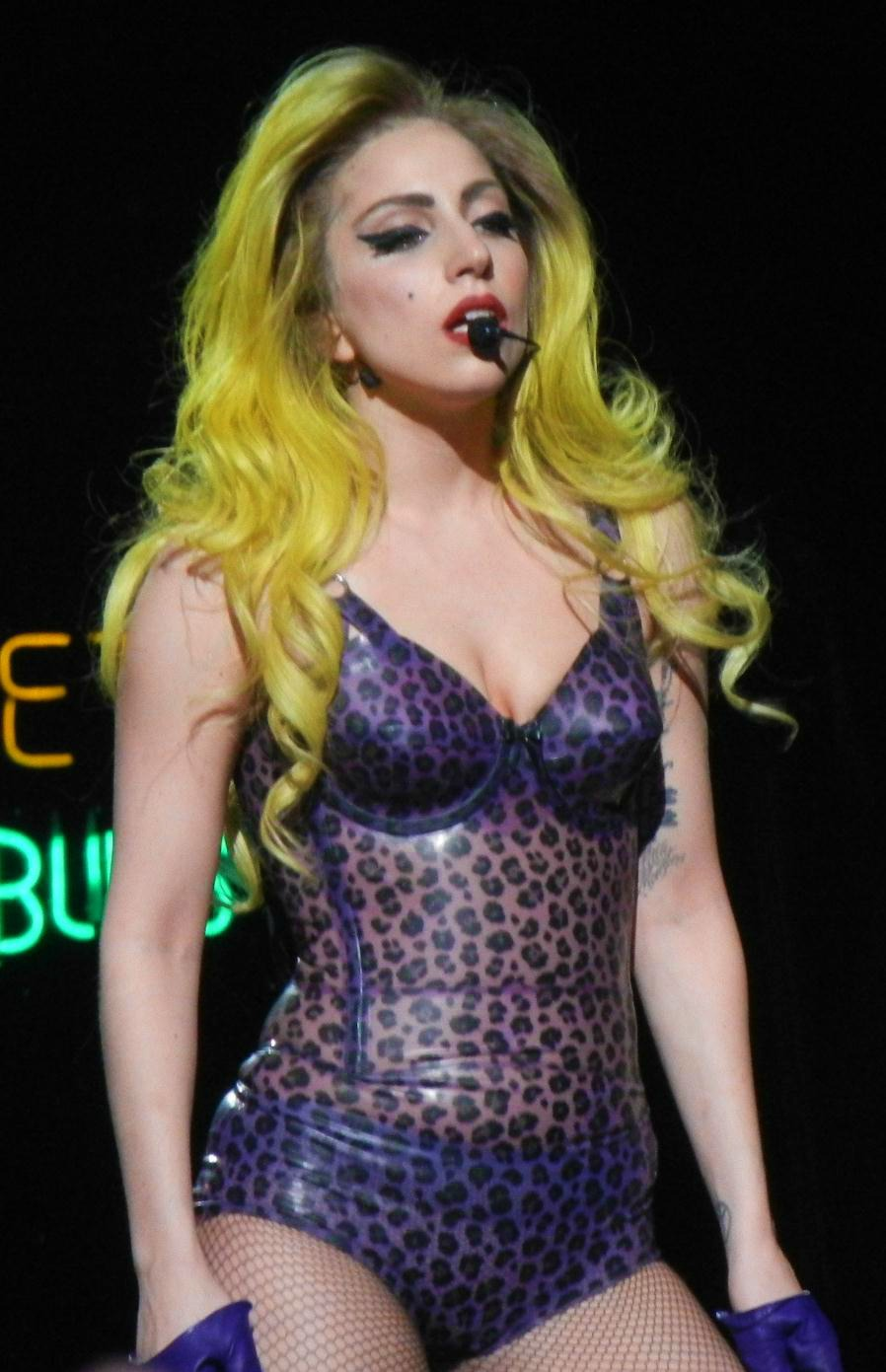
Lady Gaga canta Just Dance a Nashville, nel 2011

Con LoveGame iniziano le scene della metropolitana, con Gaga che indossa un abito in latex trasparente, una sorta di copricapo da suora, una finta mano scheletrica e un grande bastone luminoso chiamato "disco stick". La canzone viene eseguita dentro un vagone della metropolitana e durante il primo ritornello, due ballerini, tramite delle botole, vengono lanciati in aria da sotto il palco per poi atterrare sulla scena e ballare. Successivamente esegue Boys Boys Boys insieme ai ballerini muscolosi che fanno capriole in pantaloncini fatti di elastam. Al termine del brano, le insegne luminose della scenografia simulano un blackout. Dopo un cambio di costume, Gaga emerge da sotto il palco e canta Money Honey dopo un lungo assolo di keytar. Da questo momento, il paesaggio di New York scompare. Finito di cantare Money Honey, Gaga passeggia su un sentiero glitterato, raccontando in modo fittizio di quando era in carcere e veniva salvata dall'amica Beyoncé, per poi chiamare via telefono un fan presente allo show. Quest'ultimo veniva selezionato tramite un concorso speciale. Al termine della chiamata, viene eseguita Telephone, con la coreografia originale del video, per poi scomparire nuovamente dietro le quinte. Appare poi un pianoforte da sotto il palco, con Gaga seduta sopra di esso. L'artista esegue così Brown Eyes, dopo la quale si esibisce con Speechless. Dal 4 luglio 2010, Brown Eyes venne sostituita da Yoü and I, canzone inclusa successivamente nel secondo album di Lady Gaga, Born This Way.

Lady Gaga esegue al pianoforte Speechless, nella data di Cardiff

Dopo aver parlato con il pubblico, Gaga e i suoi amici proseguono per la strada glitterata, dove si imbattono in un angelo, il quale suonava una melodia che evoca un tornado, portandoli più vicini al Monster Ball, ma scaricandoli in uno strano posto che non conoscono. In questo momento Gaga canta So Happy I Could Die mentre si solleva in aria tramite una gigantesca pedana, vestita con un grande abito bianco, con delle ali e un cappello che si muovono a suo piacimento, come se avessero vita propria.
La terza parte inizia con Gaga che ritorna sul palco per cantare Monster, all'interno di una foresta nera, fatta di alberi a forma di spine. Verso la fine della canzone i ballerini si radunano intorno a lei, Gaga si ritira sotto il palco per cospargersi di sangue finto e poi, con un grande salto, riappare sul palco.
Finita l'esibizione, afferma che le cose che odia più erano i soldi e la verità. Dopo questa dichiarazione, esegue Teeth introducendo i membri della sua band. Gaga e i suoi amici trovano infine la "fontana eterna, che riversa del liquido di colore rosso, ed è sormontata dalla statua di un angelo che può emettere fuoco dalle ali. Quindi esegue Alejandro, al termine della quale due ballerini maschi si baciano, riprendendo il tema della canzone, cioè quello dell'essere contro l'omofobia.
Dopo Alejandro, l'artista riappare in scena con un abito argentato munito di cappuccio, ed esegue Poker Face. Dopo l'esibizione e un cambio di costume lei e i suoi amici si ritrovano in un luogo buio e, dopo qualche scambio di battute, gli amici di Gaga scappano per la paura dell'oscurità che li circonda, lasciando la cantante sola ad affrontare il Mostro della Fama, un pesce tipo Melanoceto meccanico e gigante. Gaga a questo punto esegue Paparazzi e alla fine uccide la creatura malvagia sparando scintille con il suo reggiseno e mutande pirotecniche, per poi salutare il pubblico.

Lady Gaga esegue Paparazzi

Finita l'uccisione del mostro, la cantante scompare per poi ritornare dicendo di essere arrivata finalmente al Monster Ball ed eseguire Bad Romance in piedi all'interno di un giroscopio gigante. Al termine del brano Gaga, i ballerini e la band fanno un inchino conclusivo e si ritirano nel backstage, mentre la tenda del palco si riabbassa e le luci si riaccendono.

## Risposta della critica

### Spettacolo originale
Lo show originale, cioè quello inscenato dal 2009 a gennaio del 2010, ha ricevuto critiche miste.
I critici che giudicarono lo spettacolo positivamente elogiarono il talento di Gaga. Aedan Helmer dal Jam! Magazine, per esempio, giudicò il talento di Gaga "genuino, puro", a differenza dei "cloni mediocri di Britney Spears". Altri critici, invece, apprezzarono l'organizzazione dello show. Un critico del Toronto Sun, infatti, ha scritto: «Lady Gaga è arrivata come un'artista sicura di sé, colorata ed estremamente attraente. [..] Il successo di Gaga fu evidente con video brillanti e astuti, le luci, i costumi elaborati, i ballerini e sì anche una band, anche se a volte il suo palco rimaneva al buio mentre lei usciva per cambiarsi più volte.» Il critico teatrale Kelly Nestruck si sbilancio ancora di più scrivendo per il The Guardian queste parole: «l'opera elettro-pop di Lady Gaga è almeno due volte più divertente e infinitamente più fresca di qualsiasi altro musical teatrale scritto negli ultimi dieci anni». Diversi critici paragonarono lo spettacolo di Gaga (sia nel bene che nel male) a quelli di Madonna, Kanye West, Britney Spears, Courtney Love e Cher
Critici come T'Cha Dunlevy per The Gazette notò che la performance a cui assistette era carente, aggiungendo che lo show non raggiunse mai il picco fino alla fine, quando Gaga eseguì la reale interpretazione di Poker Face e Bad Romance. Secondo Jim Harrington, dal San Jose Mercury News, invece, lo spettacolo sarebbe stato migliore da un punto di vista tecnico se Gaga avesse eliminato circa 30 minuti. Alexis Petridis del The Guardian recensì lo spettacolo di apertura delle date del tour europee affermando che "ci vuole un certo non so che ad aprire il proprio spettacolo facendo qualcosa che assomiglia in modo sospetto ad un mimo su una scala metallica traballante mentre indossi un vestito con spalline dalla dimensione di un ponte su una portaerei piccola".

### Spettacolo rivisitato

Lady Gaga mentre canta Monster nello show rivisitato

Mark Savage del BBC Online recensì la prima delle performance riviste nel Regno Unito. Savage lo descrisse come un concerto estremamente ambizioso, uno show spaventosamente forte che "si sviluppa su quattro atti ed è tenuto insieme da una frivola "narrazione" su Gaga e i suoi amici ballerini che cercano di arrivare a una festa." Egli è stato anche colpito dal fatto che l'intero spettacolo è stato messo insieme in appena quattro settimane. James Montgomery di MTV vide la prima performance nord americana del tour a Montréal, in Canada. Disse che il tour è stato "confezionato con più potenza di un impianto elettrico surriscaldato e più cambi di costume di mille riviste di Las Vegas, è il genere di spettacolo che ti lascia con gli occhi spalancati, le orecchie squillanti, arti doloranti e possibilità assolutamente zero di andare al lavoro la mattina seguente". Lo scrittore Jim Farber del New York Daily News si aspettò che la teatralità dello spettacolo avrebbe oscurato le canzoni, ma invece sentì che la voce di Gaga era perfetta e in realtà il concerto "ha spinto Gaga molto in avanti verso il suo ovvio obiettivo - essere la regina del pop del momento." Glenn Gamboa del Newsday affermò che Gaga ha "costruito la sua fama mostruosa sapendo come creare uno spettacolo per poi avere la materia per sostenerlo. Per ogni vestito fatto di bambole di Kermit la rana o copricapi che coprivano il suo viso con del pizzo rosso, c'era un martellante inno da discoteca o una tenera ballata al piano che si abbinava. Questo avanti e indietro è il fulcro del suo Monster Ball Tour." Dan Aquilante dal New York Post criticò lo spettacolo, definendolo "sceneggiato, sciocco, e ritrito, fino ai discorsi preparati di Gaga che servivano a suscitare determinate reazioni nel pubblico. Egli aggiunse che i 15 costumi indossati da Gaga durante le due ore di concerto l'hanno aiutata a cementificare la nozione di un altro mondo erotico ed esotico." Scrivendo sul Telegram & Gazette, Craig S. Semon apprezzò il concerto, definendolo "un'esplosione fuori da questo mondo e la fine del mondo che deve essere visto per essere creduto." Rick Massimo, recensendo il concerto per The Providence Journal, scrisse che, come un teatro musicale, il Monster Ball non fu entusiasmante ma che "lascia la musica e quando tu ascolti due ore delle sue canzoni fino alla fine, è facile vedere la visione, l'intelligenza una cantautrice di grande talento al lavoro." Jay N. Miller del The Enterprise rimase colpito dallo show, dicendo che la musica era da qualche parte tra disco industriale e musica house con un contorno di rock, ma "sempre ballabile". Philip Borof della Bloomberg Television recensì il concerto al Madison Square Garden a New York, e lo trovò mediocre, dicendo che la folla travestita con vari costumi era "la cosa più divertente". Ben Rayner del Toronto Star apprezzò il concerto, definendolo "dannatamente eccitante, è stato uno spettacolo infernale che Gaga ha portato all'Air Canada Centre domenica notte, e all'improvviso non sembra ridondante aggiungere una voce in più al coro di Lady Gaga." Mariel Concepcion da Billboard ritenne che Gaga "può essere meglio conosciuta per il suo abbigliamento vistoso e i suoi spettacoli oltre il limite, ma al debutto al Madison Square Garden della scorsa notte nella sua città natale, il fenomeno pop ha dimostrato di essere una normale ragazza di cuore." Marian Liu del The Seattle Times dichiarò che è "uno degli show più attesi dell'anno, Gaga ha stimolato i sensi della folla nella notte di sabato sera in un modo in cui pochi artisti sanno fare. Lei ha portato lo spettacolo e lo ha sostenuto con l'anima."

## Risposta commerciale

Gaga canta Telephone durante una data del Monster Ball Tour

Non appena le date del Monster Ball Tour furono annunciate, ci fu una grande richiesta di biglietti. In qualità di sponsor del Monster Ball in Nord America, Virgin Mobile ebbe accesso ai biglietti in prevendita. Bob Stohrer, vice presidente della sezione marketing di Virgin Mobile USA dichiarò: "Siamo entusiasti di portare la nostra partnership con Lady Gaga e The Monster Ball Tour ad un altro livello. [...] Costruiremo anche, intorno alla nostra partnership una lotta a favore dei giovani senza fissa dimora e continueremo a migliorare l'esperienza del tour per i fans e i nostri clienti." Le prime esibizioni di Gaga negli Stati Uniti furono tutte completamente esaurite, spingendo la Live Nation ad annunciare che Gaga sarebbe tornata negli Stati Uniti e a programmare un'altra serie di date statunitensi nel febbraio del 2011. L'inizio delle date del 2011 per il Nord America fu fissato per il 19 febbraio ad Atlantic City, con dieci date confermate fino al 18 aprile. Altri spettacoli aggiuntivi furono annunciati, e il gruppo Semi Precious Weapons continuò a esibirsi per l'apertura del tour insieme a Gaga fino alla fine del Monster Ball. La divisione globale della Live Nation Entertainment, capitanata dal presidente Arthur Fogel, tenne le redini in qualità di promotore/produttore del Monster Ball Tour.
Fogel commentò la mancanza di esperienza di Gaga riguardo ai tour e disse che per lei è stata un'occasione: “Come artista con quel tipo di talento e una visione emergente, si crea molta eccitazione, e i biglietti venduti in tutto il mondo dimostrano che le persone sono davvero entusiaste di vedere lo spettacolo. Nel corso dei prossimi mesi cercheremo di esibirci per quante più persone in quanti più luoghi possibili," aggiunse Fogel."È come un fuori campo
[del baseball]". Le richieste aumentarono e altri sei spettacoli vennero aggiunti all'intinerario annunciato. Il Monster Ball Tour fece il tutto esaurito a Toronto, Vancouver e San Jose e gli organizzatori del tour si trovarono costretti ad aggiungere una seconda data in ognuna di queste città. A Los Angeles, per permettere agli spettatori di avere il miglior accesso possibile ai biglietti, un secondo spettacolo fu annunciato prima della messa in vendita dei biglietti per il primo spettacolo ed entrambi gli spettacoli dello Staples Center fecero il tutto esaurito. Billboard stimò che dal momento che il tour si concludeva nel 2011 avrebbe incassato 200 milioni di dollari in tutto il mondo.
I soldi dei biglietti dello spettacolo finale a Radio City furono donati ai soccorsi per i terremotati di Haiti. Gaga alla riprogrammazione dello show al Elliott Hall of Music il 26 gennaio 2010 annunciò che furono raccolti 500.000 dollari per i soccorsi ai terremotati. Al Billboard Touring Awards del 2010, Gaga vinse il premio come "Artista Innovativa", e anche il premio per il "Marketing e la Promozione del Concerto", quest'ultimo fu un riconoscimento della sua partnership con Virgin Mobile. Billboard inserì il Monster Ball Tour al quarto posto della top 25 dei tour del 2010. Riferirono anche che il tour incassò 116 milioni di dollari con 122 spettacoli ed ebbe un pubblico pari a 1,3 milioni di persone. Alla fine dell'anno, Pollstar annunciò che il tour aveva guadagnato un totale di 133,6 milioni di dollari da 138 spettacoli, facendo di Gaga l'unica donna ad essere nella top 10 dei tour del 2010. Nell'aprile del 2011 il tour incassò dalla vendita dei biglietti ulteriori 5,5 milioni di dollari da altri quattro spettacoli.
Il miglior incasso di tutto il tour fu al Prudential Center in Newark, in New Jersey, con oltre 1,5 milioni di dollari ricevuti da 14.809 posti a sedere venduti per lo spettacolo del 22 aprile del 2011. La più grande folla, tuttavia, venne dal bacino di mercato di Nashville con 14.925 posti venduti nello show del 19 aprile 2011 alla Bridgestone Arena. Il tour svoltosi ad Atlanta il 18 aprile 2011 vendette 10.864 biglietti presso l'Arena di Gwinnett Center e chiuse la settimana al Long Island di New York con un tutto esaurito di 13.195 biglietti venduti al Nassau Veterans Memorial Coliseum a Uniondale il 23 aprile 2011. A maggio, il tour incassò un totale di 227,4 milioni di dollari dai 200 spettacoli registrati, con un pubblico pari a 2,5 milioni di persone. Diventò perciò il tour a livello mondiale con maggiore incasso di un artista di punta emergente. Alla fine del 2011, il tour si piazzò all'ottavo posto nella top 25 di Billboard tra i tour più redditizi guadagnando oltre 70 milioni di dollari in 45 spettacoli.

## Scaletta

Lady Gaga canta Glitter & Grease durante uno show rivisitato.

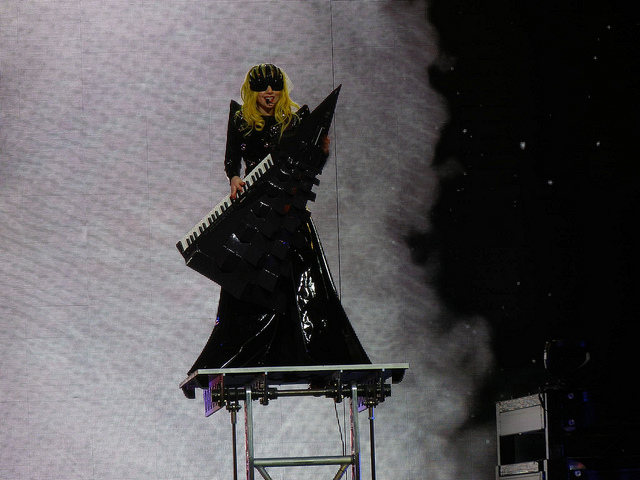
Lady Gaga canta Money Honey durante uno show rivisitato.

### Show originale (27 novembre 2009 - 26 gennaio 2010)
1. Dance in the Dark
2. Just Dance
3. LoveGame
4. Alejandro
5. Monster
6. So Happy I Could Die
7. Teeth
8. Speechless
9. Poker Face (versione acustica, eseguita insieme a Kid Cudi, contiene elementi di Make Her Say)
10. Fashion (non più eseguita dal 3 dicembre 2009)
11. The Fame
12. Money Honey
13. Beautiful, Dirty, Rich
14. Boys Boys Boys
15. Poker Face
16. Paper Gangsta
17. Paparazzi
18. Eh Eh (Nothing Else I Can Say)
19. Bad Romance

Variazioni della scaletta
- Fashion venne eseguita solamente nei primi sei show, dal 27 novembre al 3 dicembre 2009, per poi essere eliminata dalla scaletta.
- Il 5 dicembre 2009, in occasione del Jingle Bell Ball a Londra, Lady Gaga tenne un piccolo show ispirato al Monster Ball, performando: Just Dance, LoveGame, Poker Face (acustica e originale), Paparazzi, Teeth e Bad Romance.

### Show rivisitato (18 febbraio 2010 - 6 maggio 2011)
Intro: Jumping Film (contiene elementi di Dance in the Dark)
1. Dance in the Dark
2. Glitter & Grease (brano inedito)
3. Just Dance
4. Beautiful, Dirty, Rich
5. Vanity
6. The Fame

Interludio: Puke Film (contiene elementi di Dance in the Dark)
1. LoveGame
2. Boys Boys Boys
3. Money Honey
4. Telephone
5. Brown Eyes
6. Speechless
7. Yoü and I

Interludio : Tornado Film
1. So Happy I Could Die

Interludio: Put Your Paws Up
1. Monster
2. Teeth
3. Alejandro

Interludio: Manifesto of Little Monsters
1. Poker Face

Interludio: Gun Film
1. Paparazzi
2. Bad Romance

#### Variazioni della scaletta
- Brown Eyes venne eseguita dal 18 febbraio al 4 luglio 2010. Fu poi sostituita da Yoü and I, nonostante quest’ultima fosse stata eseguita per la prima volta in assoluto il 28 giugno a Montréal dopo la stessa Brown Eyes.
- Nella tappa di Amburgo del 10 maggio 2010 The Fame non venne eseguita.
- In alcune date europee Lady Gaga ha eseguito una cover di Stand by Me di Ben E. King.
- Durante la tappa di Chicago del 6 agosto 2010 So Happy I Could Die non venne eseguita poiché quel giorno mancava una parte del palco, la "Glitter Way", indispensabile per la performance. La stessa situazione successe 5 mesi prima a Cardiff.
- Durante la tappa di Saint Paul del 30 agosto 2010 Lady Gaga ha cantato Living On The Radio, un suo brano inedito.
- Dal 16 settembre 2010 Vanity non venne più eseguita.
- Da febbraio 2011 Born This Way venne aggiunta alla scaletta.
- Dal 28 febbraio 2011 So Happy I Could Die non venne più cantata.
- Durante la tappa di Columbus del 10 marzo 2011 Lady Gaga cantò brevemente a cappella Captivated, un suo inedito del 2005.
- Durante le due date finali di Zapopan e Città del Messico del maggio 2011, Americano e Judas, tratte dall'allora inedito album Born This Way, vennero aggiunte alla scaletta. Judas venne utilizzata precedentemente come outro in alcuni show statunitensi ad aprile.

## Artisti d'apertura
La seguente lista rappresenta il numero correlato agli artisti d'apertura nella tabella delle date del tour.
- Kid Cudi = 1
- Semi Precious Weapons = 2
- Jason Derulo = 3
- Alphabeat = 4
- Far East Movement = 5
- Scissor Sisters = 6

## Date
| Data              | Città               | Stato           | Luogo                               | Artisti d'apertura | Biglietti venduti / Biglietti disponibili | Incasso      |
| Nord America      | Nord America        | Nord America    | Nord America                        | Nord America       | Nord America                              | Nord America |
| ----------------- | ------------------- | --------------- | ----------------------------------- | ------------------ | ----------------------------------------- | ------------ |
| 27 novembre 2009  | Montréal            | Canada          | Bell Centre                         | 1 ; 2              | 12.013 / 12.832                           | $564.821     |
| 28 novembre 2009  | Toronto             | Canada          | Air Canada Centre                   | 1 ; 2              | 12.265 / 12.265                           | $619.497     |
| 29 novembre 2009  | Ottawa              | Canada          | Scotiabank Place                    | 1 ; 2              | 7.645 / 7.645                             | $375.875     |
| 1º dicembre 2009  | Boston              | Stati Uniti     | Wang Theatre                        | 1 ; 2              | 7.056 / 7.056                             | $385.924     |
| 2 dicembre 2009   | Boston              | Stati Uniti     | Wang Theatre                        | 1 ; 2              | 7.056 / 7.056                             | $385.924     |
| 3 dicembre 2009   | Camden              | Stati Uniti     | Susquehanna Bank Center             | 1 ; 2              | 7.143 / 7.143                             | $291.295     |
| Europa            |                     |                 |                                     |                    |                                           |              |
| 5 dicembre 2009   | Londra              | Regno Unito     | The O2 Arena                        | N.D.               | N.D.                                      | N.D.         |
| Nord America      |                     |                 |                                     |                    |                                           |              |
| 9 dicembre 2009   | Vancouver           | Canada          | Queen Elizabeth Theatre             | 1 ; 2              | 8.220 / 8.220                             | $479.149     |
| 10 dicembre 2009  | Vancouver           | Canada          | Queen Elizabeth Theatre             | 1 ; 2              | 8.220 / 8.220                             | $479.149     |
| 11 dicembre 2009  | Vancouver           | Canada          | Queen Elizabeth Theatre             | 1 ; 2              | 8.220 / 8.220                             | $479.149     |
| 13 dicembre 2009  | San Francisco       | Stati Uniti     | Bill Graham Civic Auditorium        | 1 ; 2              | 17.000 / 17.000                           | $840.960     |
| 14 dicembre 2009  | San Francisco       | Stati Uniti     | Bill Graham Civic Auditorium        | 1 ; 2              | 17.000 / 17.000                           | $840.960     |
| 17 dicembre 2009  | Las Vegas           | Stati Uniti     | Pearl Concert Theater               | N.D.               | N.D.                                      | N.D.         |
| 18 dicembre 2009  | Las Vegas           | Stati Uniti     | Pearl Concert Theater               | N.D.               | N.D.                                      | N.D.         |
| 19 dicembre 2009  | San Diego           | Stati Uniti     | San Diego Sports Arena              | N.D.               | N.D.                                      | N.D.         |
| 21 dicembre 2009  | Los Angeles         | Stati Uniti     | Nokia Theatre L.A. Live             | 1 ; 2              | 20.559 / 20.559                           | $944.680     |
| 22 dicembre 2009  | Los Angeles         | Stati Uniti     | Nokia Theatre L.A. Live             | 1 ; 2              | 20.559 / 20.559                           | $944.680     |
| 23 dicembre 2009  | Los Angeles         | Stati Uniti     | Nokia Theatre L.A. Live             | 1 ; 2              | 20.559 / 20.559                           | $944.680     |
| 27 dicembre 2009  | New Orleans         | Stati Uniti     | Lakefront Arena                     | N.D.               | N.D.                                      | N.D.         |
| 28 dicembre 2009  | Atlanta             | Stati Uniti     | Fox Theatre                         | 2 ; 3              | 8.897 / 8.897                             | $489.849     |
| 29 dicembre 2009  | Atlanta             | Stati Uniti     | Fox Theatre                         | 2 ; 3              | 8.897 / 8.897                             | $489.849     |
| 31 dicembre 2009  | Miami               | Stati Uniti     | Knight Center                       | 2 ; 3              | 9.365 / 9.365                             | $445.933     |
| 31 dicembre 2009  | Miami Beach         | Stati Uniti     | Fontainebleu Miami Beach            | N.D.               | N.D.                                      | N.D.         |
| 2 gennaio 2010    | Miami               | Stati Uniti     | Knight Center                       | 2 ; 3              | [ 50 ]                                    | [ 50 ]       |
| 3 gennaio 2010    | Orlando             | Stati Uniti     | UCF Arena                           | 2 ; 3              | 6.753 / 6.785                             | $283.886     |
| 7 gennaio 2010    | Saint Louis         | Stati Uniti     | Fox Theatre                         | 2 ; 3              | N.D.                                      | N.D.         |
| 8 gennaio 2010    | Rosemont            | Stati Uniti     | Rosemont Theatre                    | 2 ; 3              | 12.712 / 13.032                           | $610.177     |
| 9 gennaio 2010    | Rosemont            | Stati Uniti     | Rosemont Theatre                    | 2 ; 3              | 12.712 / 13.032                           | $610.177     |
| 10 gennaio 2010   | Rosemont            | Stati Uniti     | Rosemont Theatre                    | 2 ; 3              | 12.712 / 13.032                           | $610.177     |
| 12 gennaio 2010   | Detroit             | Stati Uniti     | Joe Louis Arena                     | 2 ; 3              | 16.084 / 16.648                           | $750.090     |
| 13 gennaio 2010   | Detroit             | Stati Uniti     | Joe Louis Arena                     | 2 ; 3              | 16.084 / 16.648                           | $750.090     |
| 20 gennaio 2010   | New York            | Stati Uniti     | Radio City Music Hall               | 2 ; 3              | 23.684 / 23.684                           | $1.360.515   |
| 21 gennaio 2010   | New York            | Stati Uniti     | Radio City Music Hall               | 2 ; 3              | 23.684 / 23.684                           | $1.360.515   |
| 23 gennaio 2010   | New York            | Stati Uniti     | Radio City Music Hall               | 2 ; 3              | 23.684 / 23.684                           | $1.360.515   |
| 24 gennaio 2010   | New York            | Stati Uniti     | Radio City Music Hall               | 2 ; 3              | 23.684 / 23.684                           | $1.360.515   |
| 26 gennaio 2010   | West Lafayette      | Stati Uniti     | Elliott Hall of Music               | 2 ; 3              | 5.765 / 5.765                             | $198.893     |
| Europa            |                     |                 |                                     |                    |                                           |              |
| 18 febbraio 2010  | Manchester          | Regno Unito     | Manchester Evening News Arena       | 2 ; 4              | 16.764 / 16.909                           | $759.233     |
| 20 febbraio 2010  | Dublino             | Irlanda         | The O2                              | 2 ; 4              | 25.194 / 25.194                           | $1.225.970   |
| 21 febbraio 2010  | Dublino             | Irlanda         | The O2                              | 2 ; 4              | 25.194 / 25.194                           | $1.225.970   |
| 22 febbraio 2010  | Belfast             | Regno Unito     | Odyssey Arena                       | 2 ; 4              | 10.038 / 10.038                           | $426.986     |
| 24 febbraio 2010  | Liverpool           | Regno Unito     | Echo Arena Liverpool                | 2 ; 4              | N.D.                                      | N.D.         |
| 26 febbraio 2010  | Londra              | Regno Unito     | The O2 Arena                        | 2 ; 4              | 33.636 / 33.636                           | $1.564.080   |
| 27 febbraio 2010  | Londra              | Regno Unito     | The O2 Arena                        | 2 ; 4              | 33.636 / 33.636                           | $1.564.080   |
| 1º marzo 2010     | Glasgow             | Regno Unito     | SEC Centre                          | 2 ; 4              | N.D.                                      | N.D.         |
| 3 marzo 2010      | Cardiff             | Regno Unito     | International Arena                 | 2 ; 4              | N.D.                                      | N.D.         |
| 4 marzo 2010      | Newcastle upon Tyne | Regno Unito     | Metro Radio Arena                   | 2 ; 4              | N.D.                                      | N.D.         |
| 5 marzo 2010      | Birmingham          | Regno Unito     | LG Arena                            | 2 ; 4              | N.D.                                      | N.D.         |
| Oceania           |                     |                 |                                     |                    |                                           |              |
| 13 marzo 2010     | Auckland            | Nuova Zelanda   | Vector Arena                        | 2                  | 23.084 / 23.936                           | $1.056.840   |
| 14 marzo 2010     | Auckland            | Nuova Zelanda   | Vector Arena                        | 2                  | 23.084 / 23.936                           | $1.056.840   |
| 17 marzo 2010     | Sydney              | Australia       | Entertainment Centre                | 2                  | 35.460 / 35.460                           | $2.533.140   |
| 18 marzo 2010     | Sydney              | Australia       | Entertainment Centre                | 2                  | 35.460 / 35.460                           | $2.533.140   |
| 20 marzo 2010     | Newcastle           | Australia       | Entertainment Centre                | 2 ; 4              | 7.182 / 7.225                             | $527.770     |
| 23 marzo 2010     | Melbourne           | Australia       | Rod Laver Arena                     | 2                  | 39.299 / 39.299                           | $2.679.010   |
| 24 marzo 2010     | Melbourne           | Australia       | Rod Laver Arena                     | 2                  | 39.299 / 39.299                           | $2.679.010   |
| 26 marzo 2010     | Brisbane            | Australia       | Brisbane Entertainment Centre       | 2                  | 25.222 / 25.476                           | $2.065.210   |
| 27 marzo 2010     | Brisbane            | Australia       | Brisbane Entertainment Centre       | 2                  | 25.222 / 25.476                           | $2.065.210   |
| 29 marzo 2010     | Canberra            | Australia       | AIS Arena                           | 2                  | 4.990 / 5.058                             | $328.569     |
| 1º aprile 2010    | Perth               | Australia       | Burswood Dome                       | 2                  | 18.383 / 22.891                           | $1.746.560   |
| 3 aprile 2010     | Adelaide            | Australia       | Entertainment Centre                | 2                  | 9.186 / 9.791                             | $629.515     |
| 5 aprile 2010     | Wollongong          | Australia       | WIN Entertainment Centre            | 2                  | 5.183 / 5.746                             | $349.420     |
| 7 aprile 2010     | Sydney              | Australia       | Entertainment Centre                | 2                  | [ 52 ]                                    | [ 52 ]       |
| 9 aprile 2010     | Melbourne           | Australia       | Rod Laver Arena                     | 2                  | [ 53 ]                                    | [ 53 ]       |
| Asia              |                     |                 |                                     |                    |                                           |              |
| 14 aprile 2010    | Kōbe                | Giappone        | Kobe World Kinen Hall               | 5                  | N.D.                                      | N.D.         |
| 15 aprile 2010    | Kōbe                | Giappone        | Kobe World Kinen Hall               | 5                  | N.D.                                      | N.D.         |
| 17 aprile 2010    | Yokohama            | Giappone        | Yokohama Arena                      | 5                  | N.D.                                      | N.D.         |
| 18 aprile 2010    | Yokohama            | Giappone        | Yokohama Arena                      | 5                  | N.D.                                      | N.D.         |
| Europa            |                     |                 |                                     |                    |                                           |              |
| 7 maggio 2010     | Stoccolma           | Svezia          | Ericsson Globe                      | 2                  | N.D.                                      | N.D.         |
| 8 maggio 2010     | Stoccolma           | Svezia          | Ericsson Globe                      | 2                  | N.D.                                      | N.D.         |
| 10 maggio 2010    | Amburgo             | Germania        | O2 World Hamburg                    | 2                  | 7.010 / 10.500                            | $600.688     |
| 11 maggio 2010    | Berlino             | Germania        | O2 World Berlin                     | 2                  | N.D.                                      | N.D.         |
| 15 maggio 2010    | Arnhem              | Paesi Bassi     | GelreDome XS                        | 2                  | N.D.                                      | N.D.         |
| 17 maggio 2010    | Anversa             | Belgio          | Sportpaleis                         | 2                  | 31.818 / 31.818                           | $2.483.340   |
| 18 maggio 2010    | Anversa             | Belgio          | Sportpaleis                         | 2                  | 31.818 / 31.818                           | $2.483.340   |
| 21 maggio 2010    | Parigi              | Francia         | Palazzo dello Sport di Parigi-Bercy | 2                  | 31.474 / 31.552                           | $2.763.340   |
| 22 maggio 2010    | Parigi              | Francia         | Palazzo dello Sport di Parigi-Bercy | 2                  | 31.474 / 31.552                           | $2.763.340   |
| 24 maggio 2010    | Oberhausen          | Germania        | König Pilsener Arena                | 2                  | N.D.                                      | N.D.         |
| 25 maggio 2010    | Strasburgo          | Francia         | Zenith di Strasburgo                | 2                  | N.D.                                      | N.D.         |
| 27 maggio 2010    | Nottingham          | Regno Unito     | Trent FM Arena Nottingham           | 2                  | N.D.                                      | N.D.         |
| 28 maggio 2010    | Birmingham          | Regno Unito     | LG Arena                            | 2                  | N.D.                                      | N.D.         |
| 30 maggio 2010    | Londra              | Regno Unito     | The O2 Arena                        | 2                  | 34.159 / 34.176                           | $3.057.250   |
| 31 maggio 2010    | Londra              | Regno Unito     | The O2 Arena                        | 2                  | 34.159 / 34.176                           | $3.057.250   |
| 2 giugno 2010     | Manchester          | Regno Unito     | Manchester Evening News Arena       | 2                  | 23.563 / 23.563                           | $2.247.800   |
| 3 giugno 2010     | Manchester          | Regno Unito     | Manchester Evening News Arena       | 2                  | 23.563 / 23.563                           | $2.247.800   |
| 4 giugno 2010     | Sheffield           | Regno Unito     | Motorpoint Arena                    | 2                  | N.D.                                      | N.D.         |
| Nord America      |                     |                 |                                     |                    |                                           |              |
| 28 giugno 2010    | Montréal            | Canada          | Bell Centre                         | 2                  | 16.036 / 16.036                           | $1.686.050   |
| 1º luglio 2010    | Boston              | Stati Uniti     | TD Garden                           | 2                  | N.D.                                      | N.D.         |
| 2 luglio 2010     | Boston              | Stati Uniti     | TD Garden                           | 2                  | N.D.                                      | N.D.         |
| 4 luglio 2010     | Atlantic City       | Stati Uniti     | Boardwalk Hall                      | 2                  | 13.335 / 13.335                           | $1.824.963   |
| 6 luglio 2010     | New York            | Stati Uniti     | Madison Square Garden               | 2                  | 45.461 / 45.461                           | $5.083.454   |
| 7 luglio 2010     | New York            | Stati Uniti     | Madison Square Garden               | 2                  | 45.461 / 45.461                           | $5.083.454   |
| 9 luglio 2010     | New York            | Stati Uniti     | Madison Square Garden               | 2                  | 45.461 / 45.461                           | $5.083.454   |
| 11 luglio 2010    | Toronto             | Canada          | Air Canada Centre                   | 2                  | N.D.                                      | N.D.         |
| 12 luglio 2010    | Toronto             | Canada          | Air Canada Centre                   | 2                  | N.D.                                      | N.D.         |
| 14 luglio 2010    | Cleveland           | Stati Uniti     | Quicken Loans Arena                 | 2                  | 16.044 / 16.044                           | $1.719.165   |
| 15 luglio 2010    | Indianapolis        | Stati Uniti     | Conseco Fieldhouse                  | 2                  | N.D.                                      | N.D.         |
| 17 luglio 2010    | Saint Louis         | Stati Uniti     | Scottrade Center                    | 2                  | N.D.                                      | N.D.         |
| 20 luglio 2010    | Oklahoma City       | Stati Uniti     | Chesapeake Energy Arena             | 2                  | N.D.                                      | N.D.         |
| 22 luglio 2010    | Dallas              | Stati Uniti     | American Airlines Center            | 2                  | 25.955 / 28.073                           | $2.965.424   |
| 23 luglio 2010    | Dallas              | Stati Uniti     | American Airlines Center            | 2                  | 25.955 / 28.073                           | $2.965.424   |
| 25 luglio 2010    | Houston             | Stati Uniti     | Toyota Center                       | 2                  | N.D.                                      | N.D.         |
| 26 luglio 2010    | Houston             | Stati Uniti     | Toyota Center                       | 2                  | N.D.                                      | N.D.         |
| 28 luglio 2010    | Denver              | Stati Uniti     | Pepsi Center                        | 2                  | N.D.                                      | N.D.         |
| 31 luglio 2010    | Phoenix             | Stati Uniti     | US Airways Center                   | 2                  | N.D.                                      | N.D.         |
| 3 agosto 2010     | Kansas City         | Stati Uniti     | Sprint Center                       | 2                  | N.D.                                      | N.D.         |
| 6 agosto 2010     | Chicago             | Stati Uniti     | Grant Park                          | N.D.               | N.D.                                      | N.D.         |
| 11 agosto 2010    | Los Angeles         | Stati Uniti     | Staples Center                      | 2                  | 29.211 / 29.593                           | $3.532.782   |
| 12 agosto 2010    | Los Angeles         | Stati Uniti     | Staples Center                      | 2                  | 29.211 / 29.593                           | $3.532.782   |
| 13 agosto 2010    | Las Vegas           | Stati Uniti     | MGM Grand Garden Arena              | 2                  | N.D.                                      | N.D.         |
| 16 agosto 2010    | San Jose            | Stati Uniti     | HP Pavilion                         | 2                  | N.D.                                      | N.D.         |
| 17 agosto 2010    | San Jose            | Stati Uniti     | HP Pavilion                         | 2                  | N.D.                                      | N.D.         |
| 19 agosto 2010    | Portland            | Stati Uniti     | Rose Garden                         | 2                  | 13.149 / 13.149                           | $1.386.255   |
| 21 agosto 2010    | Tacoma              | Stati Uniti     | Tacoma Dome                         | 2                  | N.D.                                      | N.D.         |
| 23 agosto 2010    | Vancouver           | Canada          | Rogers Arena                        | 2                  | N.D.                                      | N.D.         |
| 24 agosto 2010    | Vancouver           | Canada          | Rogers Arena                        | 2                  | N.D.                                      | N.D.         |
| 26 agosto 2010    | Edmonton            | Canada          | Rexall Place                        | 2                  | 28.282 / 28.282                           | $2.794.870   |
| 27 agosto 2010    | Edmonton            | Canada          | Rexall Place                        | 2                  | 28.282 / 28.282                           | $2.794.870   |
| 30 agosto 2010    | Saint Paul          | Stati Uniti     | Xcel Energy Center                  | 2                  | N.D.                                      | N.D.         |
| 31 agosto 2010    | Saint Paul          | Stati Uniti     | Xcel Energy Center                  | 2                  | N.D.                                      | N.D.         |
| 2 settembre 2010  | Milwaukee           | Stati Uniti     | Bradley Center                      | 2                  | N.D.                                      | N.D.         |
| 4 settembre 2010  | Auburn Hills        | Stati Uniti     | The Palace of Auburn Hills          | 2                  | N.D.                                      | N.D.         |
| 5 settembre 2010  | Pittsburgh          | Stati Uniti     | Consol Energy Center                | 2                  | N.D.                                      | N.D.         |
| 7 settembre 2010  | Washington, D.C.    | Stati Uniti     | Verizon Center                      | 2                  | 14.528 / 14.528                           | $1.646.434   |
| 8 settembre 2010  | Charlottesville     | Stati Uniti     | John Paul Jones Arena               | 2                  | N.D.                                      | N.D.         |
| 14 settembre 2010 | Filadelfia          | Stati Uniti     | Wells Fargo Center                  | 2                  | 30.487 / 30.487                           | $3.299.707   |
| 15 settembre 2010 | Filadelfia          | Stati Uniti     | Wells Fargo Center                  | 2                  | 30.487 / 30.487                           | $3.299.707   |
| 16 settembre 2010 | Hartford            | Stati Uniti     | XL Center                           | 2                  | N.D.                                      | N.D.         |
| 18 settembre 2010 | Charlotte           | Stati Uniti     | Time Warner Cable Arena             | 2                  | N.D.                                      | N.D.         |
| 19 settembre 2010 | Raleigh             | Stati Uniti     | RBC Center                          | 2                  | N.D.                                      | N.D.         |
| Europa            |                     |                 |                                     |                    |                                           |              |
| 13 ottobre 2010   | Helsinki            | Finlandia       | Hartwall Areena                     | N.D.               | N.D.                                      | N.D.         |
| 14 ottobre 2010   | Helsinki            | Finlandia       | Hartwall Areena                     | N.D.               | N.D.                                      | N.D.         |
| 16 ottobre 2010   | Oslo                | Norvegia        | Oslo Spektrum                       | N.D.               | N.D.                                      | N.D.         |
| 17 ottobre 2010   | Oslo                | Norvegia        | Oslo Spektrum                       | N.D.               | N.D.                                      | N.D.         |
| 20 ottobre 2010   | Herning             | Danimarca       | Jyske Bank Boxen                    | N.D.               | N.D.                                      | N.D.         |
| 26 ottobre 2010   | Dublino             | Irlanda         | The O2                              | N.D.               | 37.676 / 37.676                           | $3.943.342   |
| 27 ottobre 2010   | Dublino             | Irlanda         | The O2                              | N.D.               | 37.676 / 37.676                           | $3.943.342   |
| 29 ottobre 2010   | Dublino             | Irlanda         | The O2                              | N.D.               | 37.676 / 37.676                           | $3.943.342   |
| 30 ottobre 2010   | Belfast             | Regno Unito     | Odyssey Arena                       | N.D.               | N.D.                                      | N.D.         |
| 1º novembre 2010  | Belfast             | Regno Unito     | Odyssey Arena                       | N.D.               | N.D.                                      | N.D.         |
| 2 novembre 2010   | Belfast             | Regno Unito     | Odyssey Arena                       | N.D.               | N.D.                                      | N.D.         |
| 5 novembre 2010   | Zagabria            | Croazia         | Arena Zagreb                        | N.D.               | N.D.                                      | N.D.         |
| 7 novembre 2010   | Budapest            | Ungheria        | Budapest Sports Arena               | N.D.               | N.D.                                      | N.D.         |
| 9 novembre 2010   | Torino              | Italia          | Palasport Olimpico                  | N.D.               | N.D.                                      | N.D.         |
| 11 novembre 2010  | Vienna              | Austria         | Wiener Stadthalle                   | N.D.               | N.D.                                      | N.D.         |
| 14 novembre 2010  | Zurigo              | Svizzera        | Hallenstadion                       | N.D.               | N.D.                                      | N.D.         |
| 15 novembre 2010  | Zurigo              | Svizzera        | Hallenstadion                       | N.D.               | N.D.                                      | N.D.         |
| 17 novembre 2010  | Praga               | Repubblica Ceca | O2 Arena                            | N.D.               | N.D.                                      | N.D.         |
| 19 novembre 2010  | Malmö               | Svezia          | Malmö Arena                         | N.D.               | N.D.                                      | N.D.         |
| 22 novembre 2010  | Anversa             | Belgio          | Sportpaleis                         | N.D.               | 31.941 / 31.941                           | $2.772.040   |
| 23 novembre 2010  | Anversa             | Belgio          | Sportpaleis                         | N.D.               | 31.941 / 31.941                           | $2.772.040   |
| 26 novembre 2010  | Danzica             | Polonia         | Ergo Arena                          | N.D.               | N.D.                                      | N.D.         |
| 29 novembre 2010  | Rotterdam           | Paesi Bassi     | Rotterdam Ahoy                      | N.D.               | N.D.                                      | N.D.         |
| 30 novembre 2010  | Rotterdam           | Paesi Bassi     | Rotterdam Ahoy                      | N.D.               | N.D.                                      | N.D.         |
| 2 dicembre 2010   | Lione               | Francia         | Halle Tony Garnier                  | N.D.               | N.D.                                      | N.D.         |
| 4 dicembre 2010   | Assago              | Italia          | Mediolanum Forum                    | N.D.               | N.D.                                      | N.D.         |
| 5 dicembre 2010   | Assago              | Italia          | Mediolanum Forum                    | N.D.               | N.D.                                      | N.D.         |
| 7 dicembre 2010   | Barcellona          | Spagna          | Palau Sant Jordi                    | N.D.               | N.D.                                      | N.D.         |
| 10 dicembre 2010  | Lisbona             | Portogallo      | Pavilhão Atlântico                  | N.D.               | N.D.                                      | N.D.         |
| 12 dicembre 2010  | Madrid              | Spagna          | Palacio de Deportes                 | N.D.               | N.D.                                      | N.D.         |
| 16 dicembre 2010  | Londra              | Regno Unito     | The O2 Arena                        | N.D.               | N.D.                                      | N.D.         |
| 17 dicembre 2010  | Londra              | Regno Unito     | The O2 Arena                        | N.D.               | N.D.                                      | N.D.         |
| 20 dicembre 2010  | Parigi              | Francia         | Palazzo dello Sport di Parigi-Bercy | N.D.               | N.D.                                      | N.D.         |
| 21 dicembre 2010  | Parigi              | Francia         | Palazzo dello Sport di Parigi-Bercy | N.D.               | N.D.                                      | N.D.         |
| Nord America      |                     |                 |                                     |                    |                                           |              |
| 19 febbraio 2011  | Atlantic City       | Stati Uniti     | Boardwalk Hall                      | 6                  | 13.492 / 13.492                           | $1.609.752   |
| 21 febbraio 2011  | New York            | Stati Uniti     | Madison Square Garden               | 6                  | 28.949 / 28.949                           | $3.211.580   |
| 22 febbraio 2011  | New York            | Stati Uniti     | Madison Square Garden               | 6                  | 28.949 / 28.949                           | $3.211.580   |
| 24 febbraio 2011  | Washington, D.C.    | Stati Uniti     | Verizon Center                      | 6                  | 15.080 / 15.080                           | $1.670.331   |
| 26 febbraio 2011  | Pittsburgh          | Stati Uniti     | Consol Energy Center                | 6                  | 14.713 / 14.713                           | $1.554.415   |
| 28 febbraio 2011  | Chicago             | Stati Uniti     | United Center                       | 6                  | 15.845 / 15.845                           | $1.801.457   |
| 1º marzo 2011     | Grand Rapids        | Stati Uniti     | Van Andel Arena                     | 6                  | 11.992 / 11.992                           | $1.227.096   |
| 3 marzo 2011      | Toronto             | Canada          | Air Canada Centre                   | 6                  | 16.488 / 16.488                           | $1.887.085   |
| 4 marzo 2011      | Buffalo             | Stati Uniti     | HSBC Arena                          | 6                  | 15.512 / 15.512                           | $1.580.602   |
| 6 marzo 2011      | Ottawa              | Canada          | Scotiabank Place                    | 6                  | 14.250 / 14.250                           | $1.515.657   |
| 8 marzo 2011      | Boston              | Stati Uniti     | TD Garden                           | 6                  | 14.361 / 14.361                           | $1.525.663   |
| 10 marzo 2011     | Columbus            | Stati Uniti     | Schottenstein Center                | 6                  | 13.229 / 13.229                           | $1.369.378   |
| 12 marzo 2011     | Louisville          | Stati Uniti     | KFC Yum! Center                     | 6                  | 17.270 / 17.270                           | $1.678.962   |
| 14 marzo 2011     | Dallas              | Stati Uniti     | American Airlines Center            | 6                  | 13.546 / 13.546                           | $1.369.067   |
| 15 marzo 2011     | San Antonio         | Stati Uniti     | AT&T Center                         | 6                  | 14.257 / 14.257                           | $1.462.754   |
| 17 marzo 2011     | Omaha               | Stati Uniti     | Qwest Center Omaha                  | 6                  | 15.313 / 15.313                           | $1.606.232   |
| 19 marzo 2011     | Salt Lake City      | Stati Uniti     | EnergySolutions Arena               | 6                  | 14.385 / 14.385                           | $1.313.005   |
| 22 marzo 2011     | Oakland             | Stati Uniti     | Oracle Arena                        | 6                  | 15.913 / 15.913                           | $1.563.797   |
| 23 marzo 2011     | Sacramento          | Stati Uniti     | ARCO Arena                          | 6                  | 14.285 / 14.285                           | $1.302.951   |
| 25 marzo 2011     | Las Vegas           | Stati Uniti     | MGM Grand Garden Arena              | 6                  | 14.119 / 14.119                           | $1.712.826   |
| 26 marzo 2011     | Phoenix             | Stati Uniti     | US Airways Center                   | 6                  | 14.166 / 14.166                           | $1.386.115   |
| 28 marzo 2011     | Los Angeles         | Stati Uniti     | Staples Center                      | 6                  | 14.883 / 14.883                           | $1.555.784   |
| 29 marzo 2011     | San Diego           | Stati Uniti     | Viejas Arena                        | 6                  | 9.655 / 9.655                             | $1.147.055   |
| 31 marzo 2011     | Anaheim             | Stati Uniti     | Honda Center                        | 6                  | 13.026 / 13.026                           | $1.380.353   |
| 4 aprile 2011     | Tulsa               | Stati Uniti     | BOK Center                          | 2                  | 13.710 / 13.710                           | $1.322.897   |
| 6 aprile 2011     | Austin              | Stati Uniti     | Frank Erwin Center                  | 2                  | 12.904 / 12.904                           | $1.295.938   |
| 8 aprile 2011     | Houston             | Stati Uniti     | Toyota Center                       | 2                  | 13.412 / 13.412                           | $1.401.330   |
| 9 aprile 2011     | New Orleans         | Stati Uniti     | New Orleans Arena                   | 2                  | 13.513 / 13.513                           | $1.392.998   |
| 12 aprile 2011    | Sunrise             | Stati Uniti     | BankAtlantic Center                 | 2                  | 13.398 / 13.398                           | $1.442.679   |
| 13 aprile 2011    | Miami               | Stati Uniti     | American Airlines Arena             | 2                  | 14.695 / 14.695                           | $1.573.090   |
| 15 aprile 2011    | Orlando             | Stati Uniti     | Amway Center                        | 2                  | 13.451 / 13.451                           | $1.460.286   |
| 16 aprile 2011    | Tampa               | Stati Uniti     | St. Pete Times Forum                | 2                  | 15.134 / 15.134                           | $1.506.017   |
| 18 aprile 2011    | Duluth              | Stati Uniti     | The Arena at Gwinnett Center        | 2                  | 10.864 / 10.864                           | $1.173.392   |
| 19 aprile 2011    | Nashville           | Stati Uniti     | Bridgestone Arena                   | 2                  | 14.925 / 14.925                           | $1.485.607   |
| 22 aprile 2011    | Newark              | Stati Uniti     | Prudential Center                   | 2                  | 14.809 / 14.809                           | $1.500.885   |
| 23 aprile 2011    | Uniondale           | Stati Uniti     | Veterans Memorial Coliseum          | 2                  | 13.195 / 13.195                           | $1.393.404   |
| 25 aprile 2011    | Montréal            | Canada          | Bell Centre                         | 2                  | 16.417 / 16.417                           | $1.765.492   |
| 27 aprile 2011    | Cleveland           | Stati Uniti     | Quicken Loans Arena                 | 2                  | 14.857 / 14.857                           | $1.499.897   |
| 3 maggio 2011     | Zapopan             | Messico         | Stadio 3 marzo                      | 2                  | 29.047 / 29.047                           | $2.559.232   |
| 5 maggio 2011     | Città del Messico   | Messico         | Foro Sol                            | 2                  | 111.060 / 111.060                         | $6.699.708   |
| 6 maggio 2011     | Città del Messico   | Messico         | Foro Sol                            | 2                  | 111.060 / 111.060                         | $6.699.708   |
| Totale            | Totale              | Totale          | Totale                              | Totale             | 1.539.031 / 1.553.889 (99%)               | $133.406.360 |

## Registrazioni e broadcasting

Lady Gaga si esibisce in LoveGame

Gli spettacoli della tournée tenutisi al Madison Square Garden di New York nel febbraio 2011 vennero registrati e montati in collaborazione con HBO, che rilasciò lo speciale intitolato Lady Gaga Presents the Monster Ball Tour: At Madison Square Garden, mandandolo in onda (su HBO) il 7 maggio 2011 negli Stati Uniti e il 2 giugno 2011 in Nuova Zelanda (attraverso Prime). Il film concerto mostra l'intero show a colori in alternanza a diversi momenti del backstage, in bianco e nero.
Lo speciale ricevette recensioni positive dai critici, che elogiarono le prestazioni di Gaga ma dubitarono della sua sincerità sul palco e nelle scene pre-concerto. Vennero talvolta notate delle similitudini con il documentario di Madonna del 1991 intitolato A letto con Madonna.
Il film-concerto fu nominato per 5 onorificenze ai 63º Primetime Emmy Awards in varie categorie, vincendo per "Outstanding Lighting Design/Lighting Direction for a Variety, Music or Comedy Special".
I concerti newyorkesi non furono gli unici ad essere registrati professionalmente. Di fatti, nell'aprile 2020 è stato diffuso su YouTube l'intero show tenutosi a Filadelfia il 14 settembre 2010, fino ad allora inedito. Oltre ad esso, anche lo spettacolo del 5 dicembre 2010 a Milano venne filmato per intero dalla troupe di 60 Minutes per uno speciale dedicato alla cantante, trasmesso nel febbraio 2011, in cui furono incluse diverse clip tratte dal concerto meneghino. Tuttavia, la registrazione completa rimane ad oggi inedita.
Oltre ai sopracitati, sono reperibili in rete alcune esibizioni miscellanee tratte da vari concerti del Monster Ball filmate per ragioni promozionali, tra cui:
- Telephone e Alejandro - Parigi, 22 maggio 2010
- Speechless - Cleveland, 14 luglio 2010
- Born This Way (in versione acustica con Maria Aragon) - Toronto, 3 marzo 2011
- Poker Face - Atlanta, 18 aprile 2011
- Yoü & I e Americano - Città del Messico, 6 maggio 2011

L'11 maggio 2025 è trapelata in rete la registrazione audio del concerto integrale di Torino del 9 novembre 2010.

## Personale
- Promotori – Live Nation Global Touring (mondiale), AEG Live (Regno Unito)
- Sponsor – M.A.C Cosmetics (mondiale), Virgin Mobile (Stati Uniti)
- Direttore dello spettacolo – Arthur Fogel
- Direttori creativi – Matthew Williams, Willo Perron
- Coreografia – Laurieann Gibson
- Assistente coreografa – Richie Jackson
- Stilista – Nicola Formichetti
- Assistente stilista – Anna Trevelyon
- Manager – Troy Carter
- Finanza – TMI Productions
- Legale – Ziffren Brittenham LLP
- Parrucchiere – Frederic Aspiras
- Truccatrici – Tara Savelo, Sarah Nicole Tanno
- Direttore video – Nick Knight e Haus of Gaga
- Direttore video – Ruth Hogben, Kevin Stenning (BURSTvisual)
- Programmatore video – Matt Shimamoto
- Luci – Production Resource Group (PRG)
- Video diretta – Nocturne Video
- Design luci – Willie Williams
- Direttore luci – Ethan Weber
- Ballerini – Michael Silas, Ian McKenzie, Asiel Hardison, Graham Breitenstein, Montana Efaw, Sloan Taylor-Rabinor, Amanda Balen, Molly d'Amour, Mark Kanemura, Jeremy Hudson, Cassidy Noblett, Victor Rojas

### Show originali (2009–10)
- Direttore musicale – Jeff Bhasker
- Scenografia – Es Devlin
- Sviluppo – Tait Towers
- The Orbit – Nasir Mazhar e Haus of Gaga
- Stilisti – Haus of Gaga con Franc Fernandez, Gary Card, Maison Martin Margiela, Miguel Villalobos, Oscar O Lima, Zaldy Goco
- Chitarra – Adam Smirnoff
- Batteria – Charles Haynes
- Tastiere – Pete Kuzma
- Tastiere/basso – Mitch Cohn

### Show rivisitato (2010–11)
- Direttore musicale – Joe "Flip" Wilson
- Scenografia – Roy Bennett
- Sviluppo – Tait Towers
- Sculture – Nick Knight and Kevin Stenning
- Stilisti – Haus of Gaga con Giorgio Armani, Miuccia Prada, Philip Treacy, Charlie le Mindu, Jaiden rVa James, Rachel Barrett, Gary Card, Keko Hainswheeler, Atsuko Kudo, Alex Noble, Zaldy Goco, Alun Davies, Marko Mitanovski, Alexander McQueen, NOKI
- Tastiere – Brockett Parsons
- Violino elettrico – Judy Mickey Kang
- Batteria – George "Spanky" McCurdy
- Basso – Lanar “Kern” Brantley
- Chitarra – Ricky Tillo, Kareem Devlin
- Arpa – Rashida Jolley
- Seconde voci – Posh, Charity Davis, Ameera Perkins, Lenesha Randolph, Taneka Samone Duggan, Chevonne Ianuzzi, Jasmine Morrow

## Curiosità

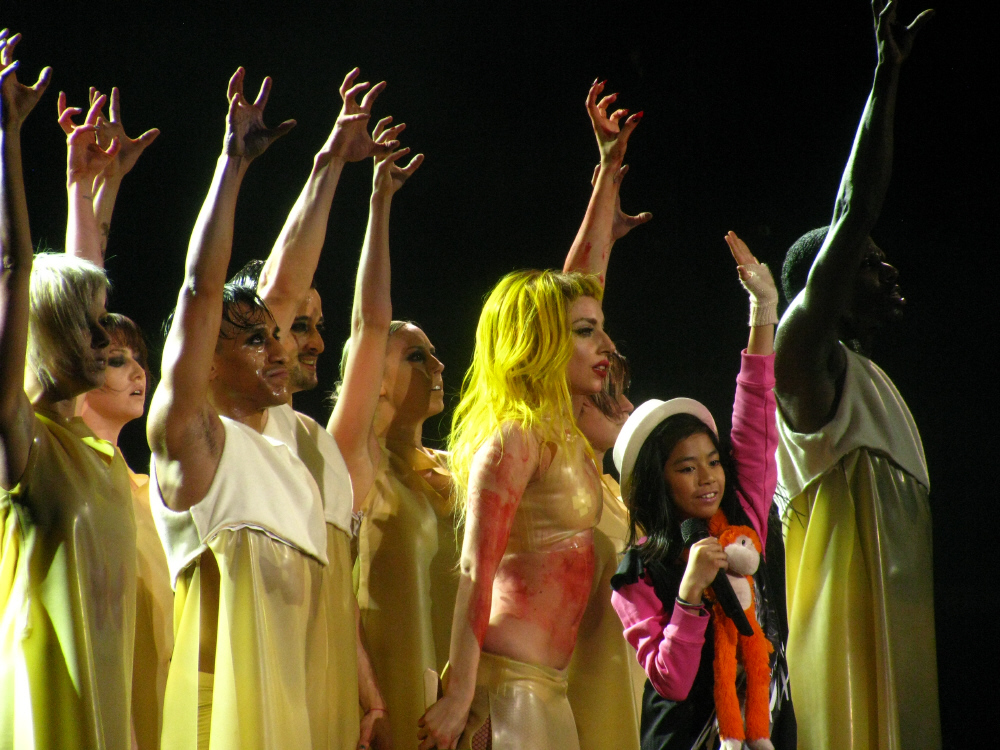
Lady Gaga canta Born This Way con Maria Aragon

- Nella tappa di Toronto, il 28 novembre 2009, durante Poker Face, Lady Gaga scivolò e cadde, ma proseguì a cantare ugualmente. L'evento si ripeté in un'altra tappa durante Yoü and I.
- Nella tappa di Miami, il 31 dicembre 2009, oltre che al normale show al Knight Center, Lady Gaga ne tenne una versione più corta anche all'hotel Fontainebleau, in occasione del capodanno.
- Nella tappa di Manchester, il 18 febbraio 2010, Lady Gaga indossò per tutto il primo e secondo atto una parrucca bianca simile ai capelli sfoggiati nel video di Poker Face. Questo show è stato il primo rivisitato del tour.
- Nella tappa di Amburgo, il 10 maggio 2010, durante Vanity ci fu un problema tecnico e la musica si fermò di colpo. Lady Gaga continuò comunque a cantare a cappella.
- Nella data di Chicago, il 6 agosto 2010, al Lollapalooza, Lady Gaga indossò lo stesso reggiseno argentato che usò tre anni prima per una performance al festival e Lady Starlight venne invitata sul palco.
- In un'altra tappa di Toronto, il 3 marzo 2011, durante Alejandro, Lady Gaga si lanciò sopra il pubblico facendo crowd surfing. Sempre durante questo show l'artista invitò sul palco una bambina di nome Maria Aragon e insieme cantarono una versione acustica di Born This Way.
- Nella tappa di Budapest del 7 novembre 2010, Lady Gaga ricevette live sul palco tre premi dagli MTV Europe Music Awards che si stavano tenendo a Madrid. Un evento simile si è ripetuto 7 anni dopo durante gli American Music Award, quando hanno consegnato un premio all'artista sul palco del Joanne World Tour.
- Nelle tappe di Brisbane nel 2010 e di Los Angeles nel 2011, Lady Gaga celebrò brevemente il suo compleanno sul palcoscenico.[62]
- Questo è ad oggi il tour più lungo intrapreso da Lady Gaga, essendosi protratto per un anno e mezzo attraverso il 2009, 2010 e 2011.